# 난쟁이작은과일박쥐
난쟁이작은과일박쥐(Rhinophylla pumilio)는 주걱박쥐과(신세계잎코박쥐류)에 속하는 박쥐의 일종이다. 남아메리카에서 발견된다.

## 특징
작은 박쥐로 몸길이는 45~55mm이고 전완장은 33~38mm이다. 발 길이는 9~12mm, 귀 길이는 13~17mm, 몸무게는 13.5g이다.

## 분포 및 서식지
콜롬비아 남부와 베네수엘라 남부, 가이아나, 수리남, 프랑스령기아나, 에콰도르, 페루, 볼리비아 중북부, 브라질 북중부 지역에 분포한다. 열대 상록수림에서 살며 해발 1,400m 이하의 낙엽수림에도 드물게 서식한다.